# Bürgersaalkirche
La Bürgersaalkirche (tradotto letteralmente in italiano: Chiesa della Sala del popolo) è un luogo di culto cattolico dedicato all'Annunciazione, che sorge nel centro storico di Monaco, in Germania, nell'area pedonale della Neuhauser Straße.

## Storia
Era in origine una "Bürgersaal" cioè "sala dei cittadini" usata per la preghiera, dove si radunavano i membri di una congregazione mariana la congregazione maschile di Maria Annunciata di Monaco. 
Venne costruita nel 1709-10 da Giovanni Antonio Viscardi e usata come chiesa dal 1778.
La consacrazione dell'altare principale avvenne il 13 maggio 1778. Da quel momento la sala fu chiamata chiesa della sala del cittadino.
La cripta della chiesa, che originariamente ospitava una tipografia del vicino collegio di San Michele, dal 1948 ospita le spoglie del beato padre gesuita Rupert Mayer che negli anni trenta osò, dal pulpito della chiesa Michaelskirche, predicare contro il potere nazista.
In funzione della presenza della tomba di Rupert Mayer la chiesa è continuamente meta di pellegrini che pregano sulla sua tomba. È usanza popolare toccare il busto di metallo del Padre Rupert Mayer. 
Dietro l'altare della cripta è ubicato un museo dedicato a padre Rupert Mayer ed alla spiritualità barocca bavarese.
In questa chiesa vennero a pregare il Papa Giovanni Paolo II ed il Papa Benedetto XVI.

## Descrizione

### Arte e architettura
La facciata, caratterizzata dal colore corallo dell'intonaco, è suddivisa in due ordini sovrapposti da un cornicione. Nel registro inferiore, vi sono i tre portali, dei quali quello centrale è il più grande, intervallati da coppie di paraste tuscaniche; sopra il portale maggiore, vi è una statua raffigurante la Madonna in trono con Gesù bambino scolpita da Franz Ableithner. Nell'ordine superiore, invece, intervallati da coppie di paraste ioniche, vi sono tre grandi finestroni.
All'interno, la Bürgersaalkirche, è costituita da due chiese sovrapposte.
La chiesa superiore, a grande navata unica coperta con volta a padiglione ribassata, corrisponde all'originaria sale di preghiera. La chiesa superiore è illuminata da grandi finestre poste lungo i due lati lunghi. L'interno rivestito da delicati stucchi rococò di Pietro Francesco Appiani, perse gli affreschi originali con le distruzioni della seconda guerra mondiale. Sulla parete di fondo, si trova l'altare maggiore, decorato da quattro busti di santi argentei, opera dell'orefice e scultore Ignaz Günther. La pala dell'altare è opera di Andreas Faistenberger ed è costituita da un gruppo scultoreo in argento raffigurante l'Annunciazione.
In controfacciata vi sono le statue dipinte dell''Angelo Custode di Günther (1763), e della Madonna col Bambino di Hans Degler (1615).
La chiesa inferiore, a differenza di quella superiore, è divisa in tre navate da robusti pilastri quadrangolari che ne sorreggono anche le volte a vela. Lungo le pareti delle navate laterali, entro grandi nicchie vi sono i grandi gruppi scultorei in legno dipinto raffiguranti le stazioni della Via Crucis, realizzati nella fine del XIX secolo.

### Organi a canne
Sull'ampia cantoria posta a ridosso della controfacciata della chiesa superiore si trova l'organo a canne Orgelbau Vleugels opus 290. Costruito nel 1994, è a trasmissione mista: meccanica per le tastiere e la pedaliera, elettrica per i registri; questi ultimi sono 50. La consolle ha di tre tastiere ed una pedaliera.
La chiesa possiede anche un organo positivo a cassapanca costruito nel 2000 da Johannes Führer, dotato di 8 registri su unico manuale.

## Galleria d'immagini

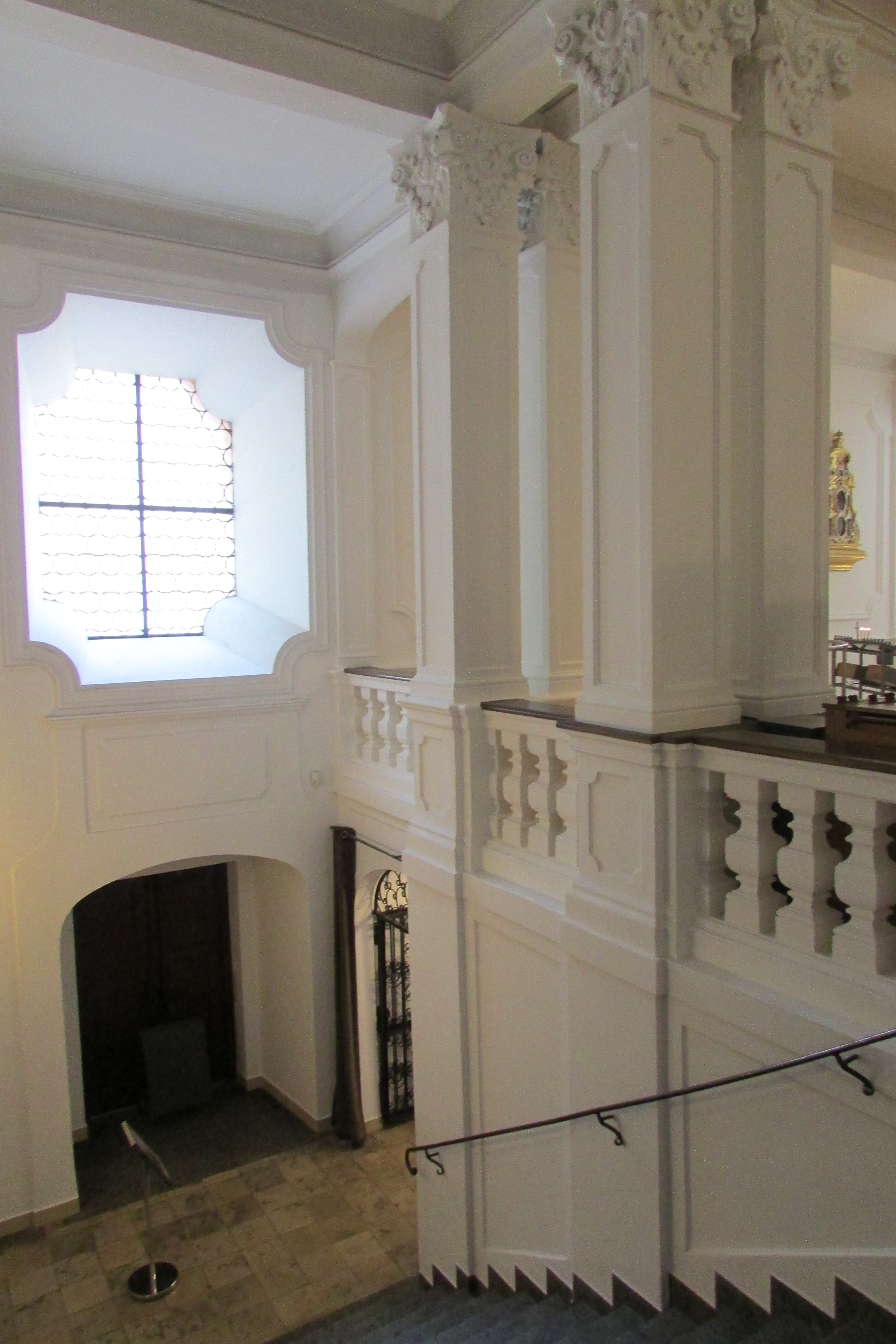
Scala d'accesso alla chiesa superiore
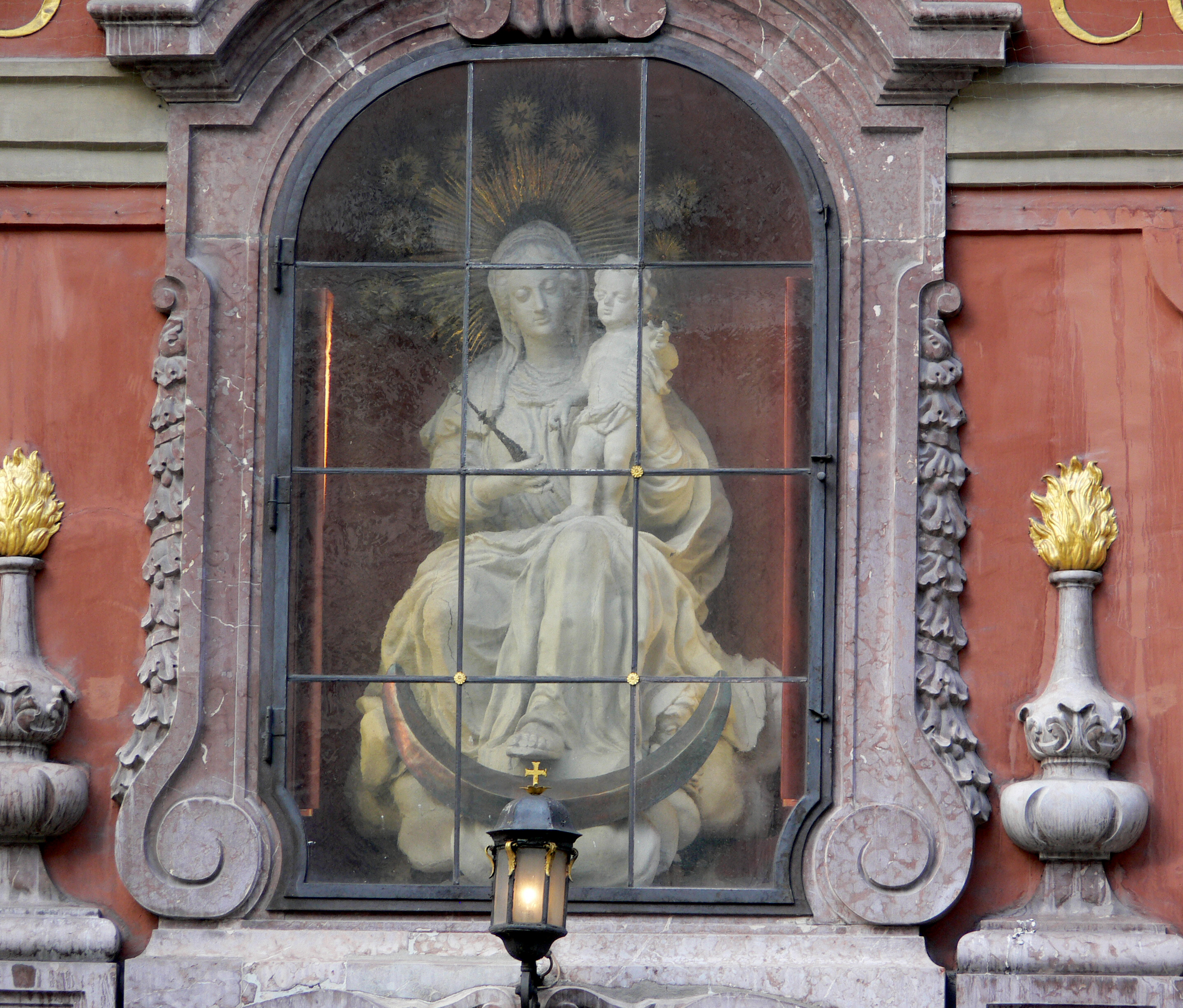
Madonna col Bambino in facciata
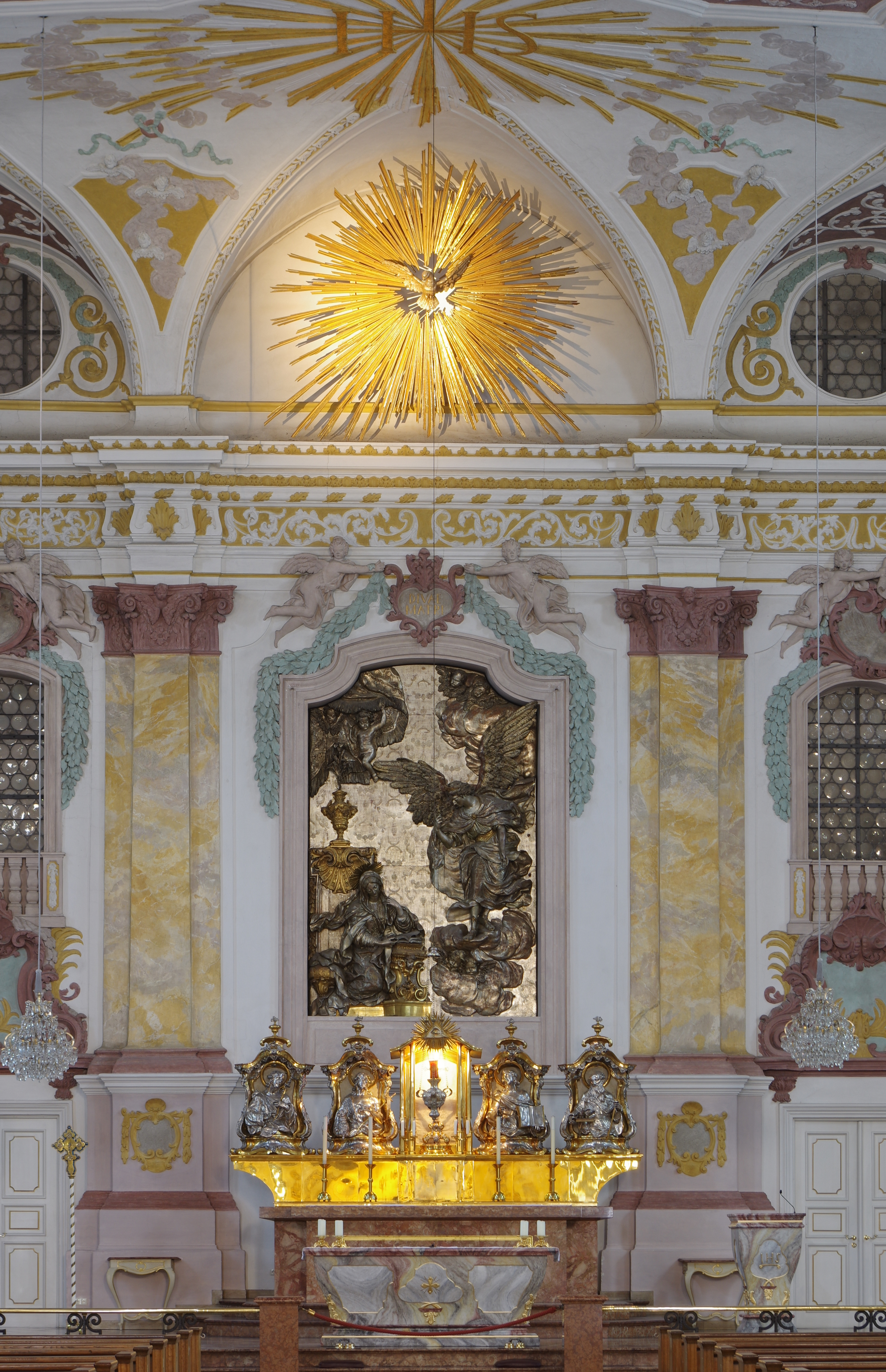
Altare della chiesa superiore
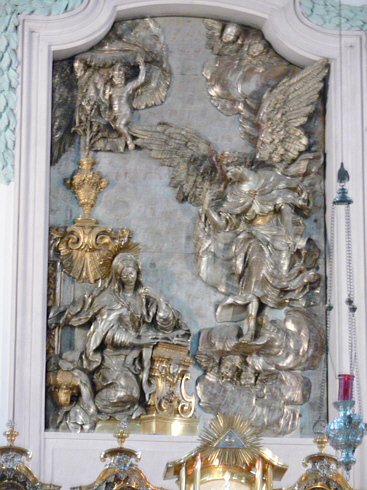
Annunciazione, di Andreas Faistenberger
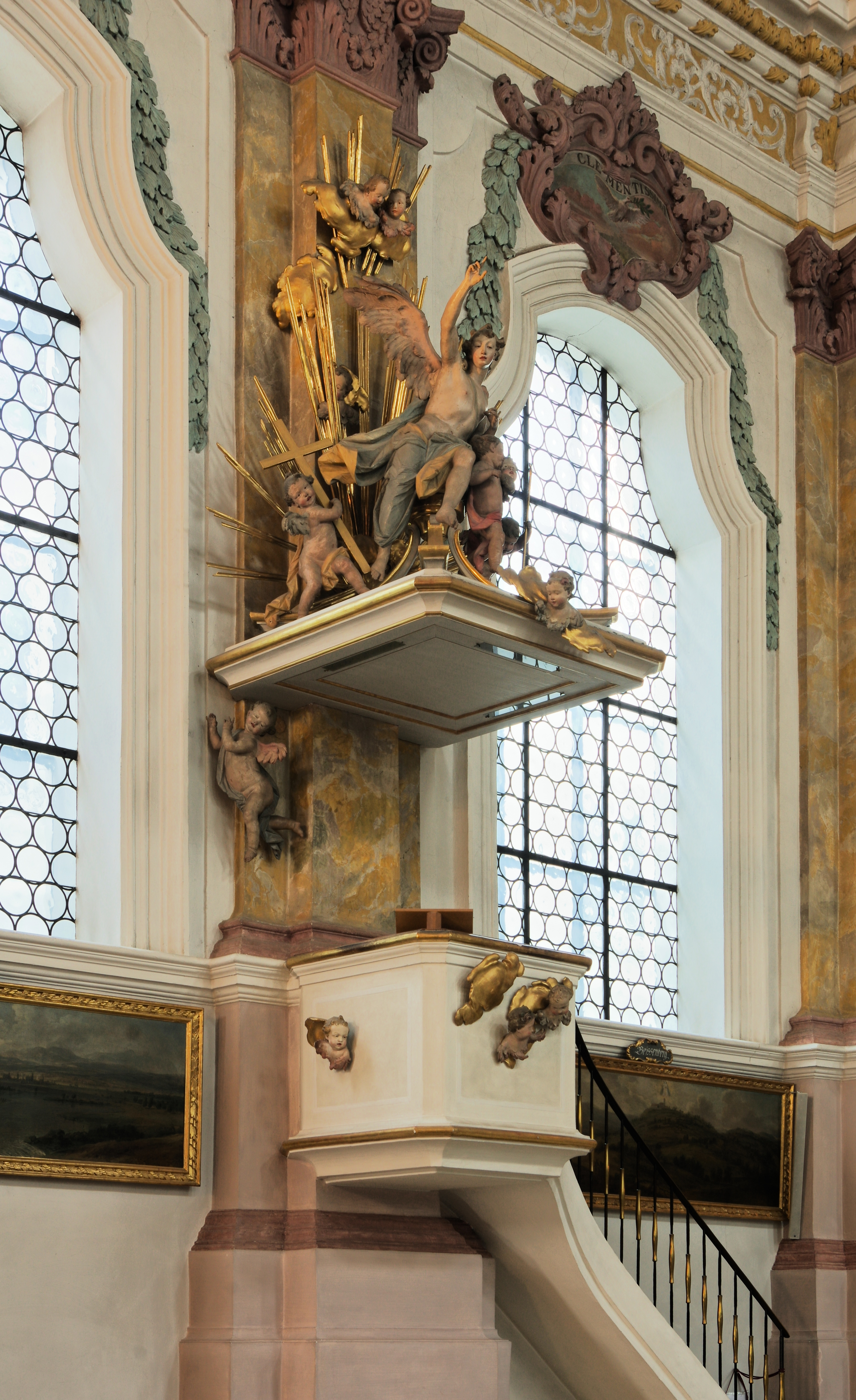
Pulpito, di Ignaz Günther
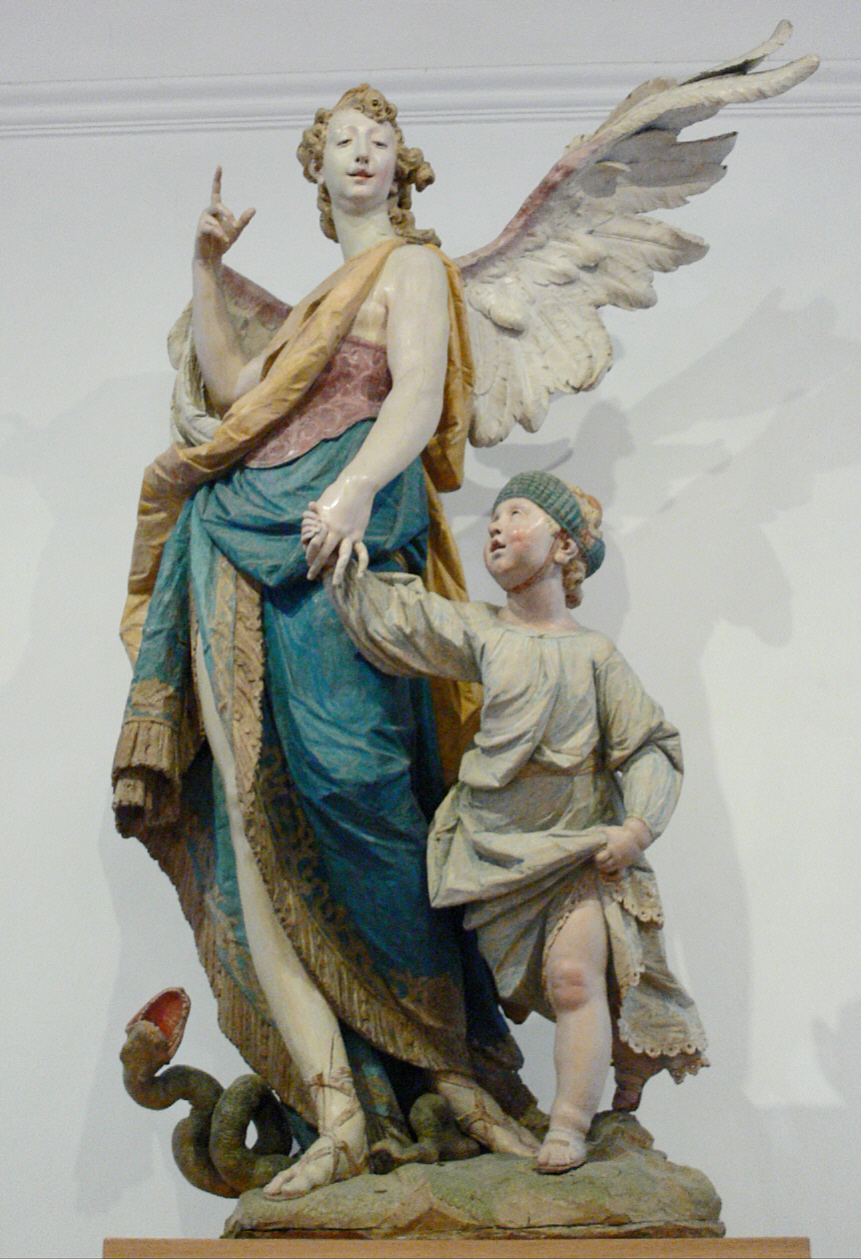
Angelo Custode, di Ignaz Günther
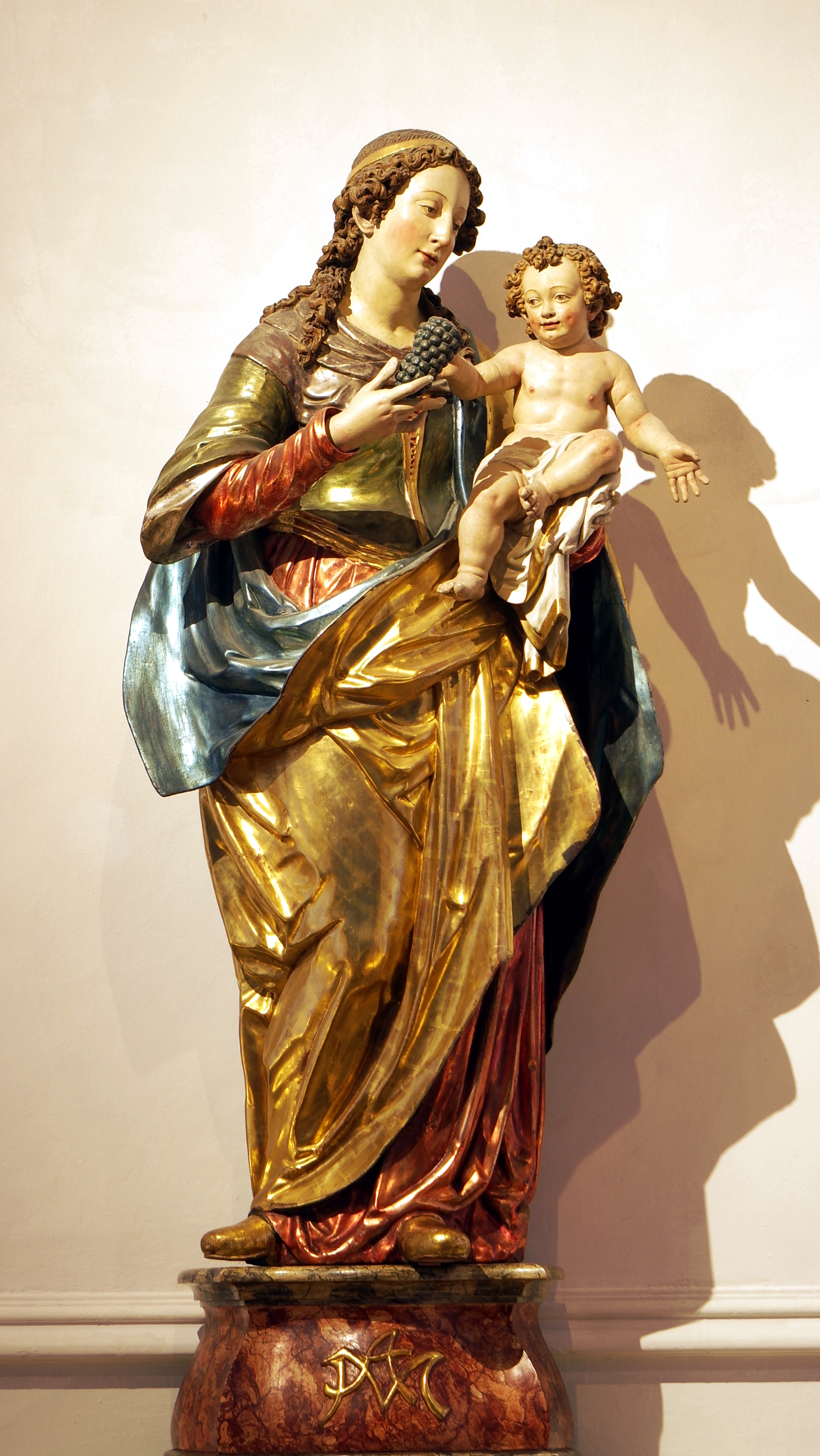
Madonna col Bambino, di Hans Degler
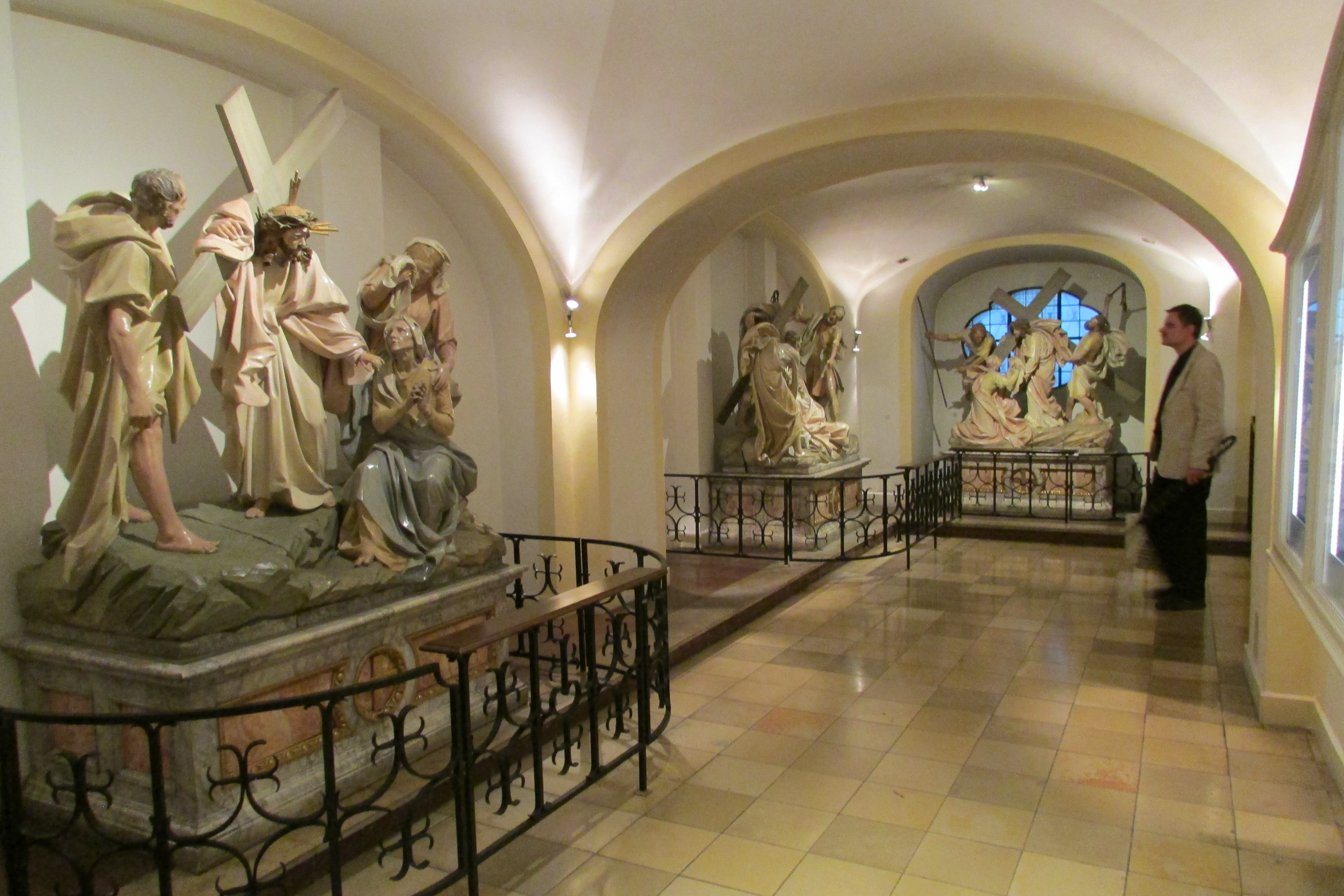
Via Crucis della chiesa inferiore
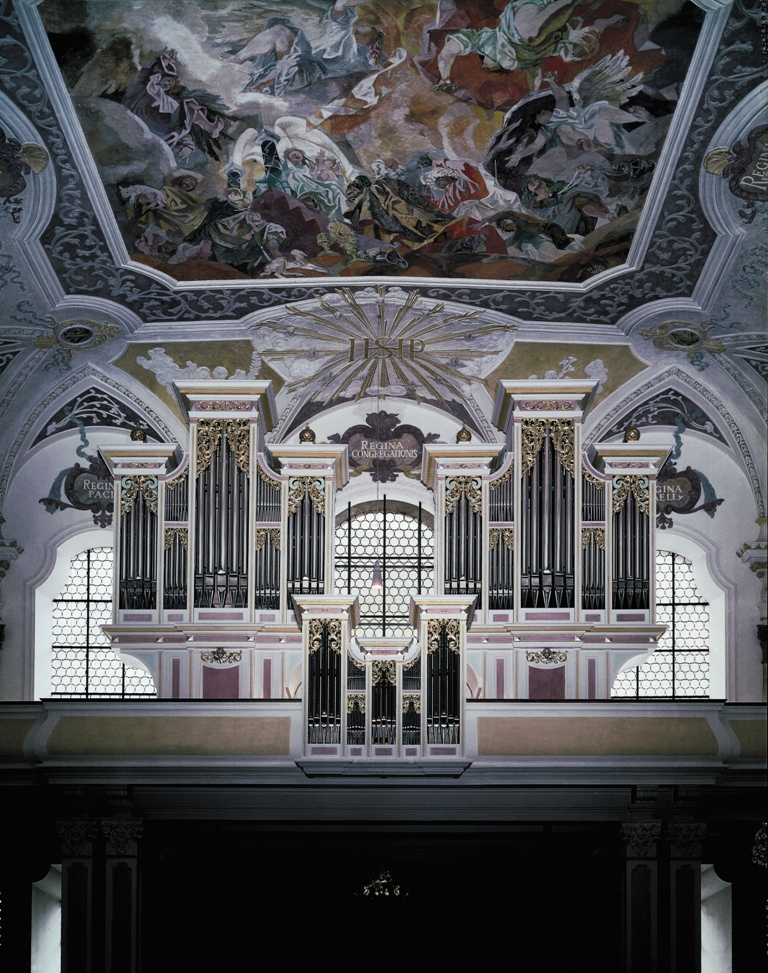
Organo maggiore